# Gyrinomimus
Gyrinomimus is een geslacht van straalvinnige vissen uit de familie van walviskopvissen (Cetomimidae). Het geslacht is voor het eerst wetenschappelijk beschreven in 1934 door Parr.

## Soorten
- Gyrinomimus andriashevi Fedorov, Balushkin and Trunov, 1987
- Gyrinomimus bruuni Rofen, 1959
- Gyrinomimus grahami Richardson and Garrick, 1964
- Gyrinomimus myersi Parr, 1934
- Gyrinomimus parri Bigelow, 1961